# Nyírbátor

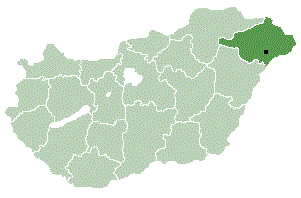
Localização da cidade Nyírbátor

Nyírbátor é uma cidade no condado de Szabolcs-Szatmár-Bereg, na Hungria. Com uma atmosfera de carácter histórico, a cidade é conhecida pela sua arquitectura eclesiástica do final da Idade Média e também por ser a cidade da família Báthory.

## Geografia
Nyírbátor cobre uma area total de 66,73 km².

## Demografia
A cidade tem 13.500 habitantes.

## História
O primeiro registo histórico sobre a cidade data de 1279 e o nome deriva da palavra turca 'batir', que significa 'bom herói'. Na altura, o clã Gutkeled, antepassados dos Báthory, já eram donos daquelas terras.
A cidade tornou-se centro administrativo das terras e também o local de enterro dos seus senhores. 
Nyírbátor deixou de pertencer à família Báthory quando morreu Gabriel Báthory, Principe da Transilvânia, em 1613. Durante o século XVI a cidade tinha uma grande importância histórica e cultural para a Hungria.
Por volta do século XVII a cidade empobreceu e, devido a uma reorganização da administração publica húngara em 1872, Nyírbátor perdeu o seu estatuto de cidade. Em 1973 voltou a tornar-se uma cidade.